# كورت هيغنر
ازداد في السادس عشر من ديسمبر عام 1893 و توفي في الثاني من فبراير عام 1965. ولد ببرلين و توفي فيها. هو ألماني اختص بمجالي الرياضيات و هندسة الراديو. وهو الآن مشهور بفضل اكتشافاته في نظرية الأعداد.
في عام 1952، نشر هيغنر ما ادعى أنه حلحلة للمعضلة الكلاسيكية المقترحة من طرف عالم الرياضيات الكبير كارل فريدريش جاوس والمعروفة بClass number 1 problem.